# Dropie
Dropie je chráněný areál v katastrálním území obcí Čalovec, Kameničná a Zemianska Olča v okrese Komárno v Nitranském kraji na Slovensku. Území bylo vyhlášeno v roce 1955 a jeho rozloha je 912,76 hektaru. Předmětem ochrany je lokalita s populací dropa velkého (Otis tarda). Ten v území už nevyskytuje a proto je ochrana zaměřena na další vzácné druhy ptáků.